# I'm Not Okay (I Promise)
I'm Not Okay (I Promise) (2004) från My Chemical Romances andra album Three Cheers For Sweet Revenge, blev bandets stora genombrott. Den blev en stor hit i England.
Musikvideon spelades in i ett typiskt High School i USA. Man gjorde videon som en slags trailer för en film där bandmedlemmarna spelade elever som var utanför/mobbade. Låten handlar om utanförskap.